# Liste de musées au Burundi
Ceci est une liste de musées au Burundi . Le plus ancien du pays est le musée national de Gitega fondé en 1955, sept ans avant l'indépendance du Burundi.  

## Liste
| Nom                         | Nom d'origine                | Emplacement | Fondation | Matière                  |
| --------------------------- | ---------------------------- | ----------- | --------- | ------------------------ |
| Musée national de Gitega    | Musée National de Gitega     | Gitega      | 1955      | Histoire et ethnographie |
| Musée vivant de Bujumbura   | Musée Vivant de Bujumbura    | Bujumbura   | 1977      | Faune, nature et culture |
| Musée géologique du Burundi | Musée de géologie du Burundi | Bujumbura   |           | Géologie                 |

## Voir également
- Liste des musées par pays